# 第40装甲擲弾兵旅団 (ドイツ連邦陸軍)
第40装甲擲弾兵旅団（だい40そうこうてきだんへいりょだん、ドイツ語：Panzergrenadierbrigade 40）は、ドイツ連邦陸軍の旅団の一つ。

## 歴史
1990年、ドイツ民主共和国国家人民軍地上軍(東ドイツ陸軍)の第8自動車化狙撃兵師団を母体に第40郷土防衛旅団が新編された。第27自動車化狙撃連隊（シュテルン＝ブッフホルツ）、第29自動車化狙撃連隊（ハーゲノー）、1個工兵大隊と1個偵察大隊（ハーゲノー）、後方支援部隊（カロー）、ロケット砲部隊（ゴールドベルク）および砲兵連隊（ロストック）が再編成の対象となった。当初の旅団は第8防衛管区司令部 / 師団の隷下にあった。1995年に防衛管区と郷土防衛旅団はそれぞれ第8防衛管区司令部 / 第14装甲擲弾兵師団と第40装甲擲弾兵旅団に改称される。1997年に第14装甲擲弾兵師団の所属となる。1997年時点の旅団の編成は以下のとおりであった。
- 第403戦車大隊　在ステルン・ブッフフォルツ
- 第404戦車大隊　在ステルン・ブッフフォルツ
- 第401装甲擲弾兵大隊　在ハーゲノー
- 第402装甲擲弾兵大隊　在ハーゲノー
- 第400駆逐戦車中隊　在ステルン・ブッフフォルツ
- 第400装甲工兵大隊　在ハーゲノー
- 第405装甲砲兵大隊　在ダベル

2002年9月30日に旅団は解隊され、未処理の部隊は第41装甲擲弾兵旅団への配転をもって解決される。

## 歴代旅団長
| 代 | 氏名                                                | 着任         | 離任          |
| -- | --------------------------------------------------- | ------------ | ------------- |
| 1  | ラインハルト・ライヘルム陸軍大佐 Reinhard Reichhelm | 1991年7月1日 | 1995年3月31日 |
| 2  | ウォルフガング・ザウアー陸軍准将 Wolfgang Sauer     | 1995年4月1日 | 1999年8月     |
| 3  | フォルカー・ヴィーカー陸軍准将 Volker Wieker        | 1999年9月    | 2002年9月30日 |